# مسیه ۹۴
مسیه ۹۴(به انگلیسی: Messier 94) (یا NGC 4736) یک کهکشان مارپیچی در صورت فلکی تازی‌ها است.  و توسط پیر مچاین و در سال ۱۷۸۱ کشف شد.
و دو روز بعد توسط شارل مسیه به فهرست اجرام مسیه افزوده شد.